# Aridia nodosa
Aridia nodosa är en insektsart som beskrevs av Ball 1937. Aridia nodosa ingår i släktet Aridia och familjen Dictyopharidae. Inga underarter finns listade i Catalogue of Life.